# نبرد بالیموف
نبرد بالیموف (Battle of Bolimov) نبردی ناتمامی بود که بین امپراتوری آلمان و امپراتوری روسیه طی جنگ جهانی اول در روز ۳۱ ژانویه ۱۹۱۵ روی داد و سپاه نهم ارتش امپراتوری آلمان در برابر نیروهای امپراتوری روسیه در لهستان برای اولین بار از سلاح شیمیایی استفاده می‌کند که ادامهٔ این آن نبردهای مازوری بود.